# Contract Management
 (juillet 2025).
La mise en forme du texte ne suit pas les recommandations de Wikipédia : il faut le « wikifier ».
Les points d'amélioration suivants sont les cas les plus fréquents. Le détail des points à revoir est peut-être précisé sur la page de discussion.
- Les titres sont pré-formatés par le logiciel. Ils ne sont ni en capitales, ni en gras.
- Le texte ne doit pas être écrit en capitales (les noms de famille non plus), ni en gras, ni en italique, ni en « petit »…
- Le gras n'est utilisé que pour surligner le titre de l'article dans l'introduction, une seule fois.
- L'italique est rarement utilisé : mots en langue étrangère, titres d'œuvres, noms de bateaux, etc.
- Les citations ne sont pas en italique mais en corps de texte normal. Elles sont entourées par des guillemets français : « et ».
- Les listes à puces sont à éviter, des paragraphes rédigés étant largement préférés. Les tableaux sont à réserver à la présentation de données structurées (résultats, etc.).
- Les appels de note de bas de page (petits chiffres en exposant, introduits par l'outil «  Source ») sont à placer entre la fin de phrase et le point final[comme ça].
- Les liens internes (vers d'autres articles de Wikipédia) sont à choisir avec parcimonie. Créez des liens vers des articles approfondissant le sujet. Les termes génériques sans rapport avec le sujet sont à éviter, ainsi que les répétitions de liens vers un même terme.
- Les liens externes sont à placer uniquement dans une section « Liens externes », à la fin de l'article. Ces liens sont à choisir avec parcimonie suivant les règles définies. Si un lien sert de source à l'article, son insertion dans le texte est à faire par les notes de bas de page.
- La présentation des références doit suivre les conventions bibliographiques. Il est recommandé d'utiliser les modèles {{Ouvrage}}, {{Chapitre}}, {{Article}}, {{Lien web}} et/ou {{Bibliographie}}. Le mode d'édition visuel peut mettre en forme automatiquement les références.
- Insérer une infobox (cadre d'informations à droite) n'est pas obligatoire pour parachever la mise en page.

Pour une aide détaillée, merci de consulter Aide:Wikification.
Si vous pensez que ces points ont été résolus, vous pouvez retirer ce bandeau et améliorer la mise en forme d'un autre article.
 (juillet 2025).

Le Contract Management (nom couramment utilisé en français sans être traduit), ou gestion contractuelle, désigne l'ensemble des pratiques permettant de piloter efficacement un contrat tout au long de son cycle de vie : depuis sa négociation jusqu’à sa clôture. Il repose sur une approche structurée visant à sécuriser les engagements contractuels, optimiser les résultats attendus, et prévenir les risques juridiques, financiers ou opérationnels. 
Le Contract Management est particulièrement utilisé dans les projets complexes ou de longue durée, notamment dans les secteurs de l’ingénierie, des infrastructures, des technologies de l'information ou encore de la construction. Il mobilise des compétences transverses mêlant droit, gestion de projet, finance et communication.
L’article présente les fondements de la gestion contractuelle, les étapes clés du cycle de vie d’un contrat, les rôles professionnels associés, les outils utilisés, ainsi que les organismes qui encadrent ou promeuvent cette activité au niveau international.

## Définition
Le Contract Management couvre, selon la définition donnée par l'association américaine World Commerce & Contracting [Qui ?] x l'activité qui consiste à rédiger et suivre l'application du contrat tout au long du projet, par la mise en œuvre et la coordination de moyens et processus nécessaires à la maîtrise des risques encourus et la réalisation d'opportunités potentielles,.
D’un point de vue opérationnel, la fonction de Contract Management vise à répondre aux enjeux de performance des entreprises :
- En offrant une visibilité sur l'état d'avancement réel des projets au regard des engagements souscrits par les parties prenantes ;
- En déployant une vision globale des risques et des opportunités, permettant de décider et d'arbitrer sur la base de plans d'actions et de stratégies ;
- En traitant les événements et écarts qui jalonnent le projet et perturbent la bonne exécution de celui-ci ;
- En se protégeant des préjudices engendrés par les risques juridiques et contractuels et en tirant parti de tous les leviers du contrat pour maintenir ou améliorer les marges.

Le Contract Management s'appuie sur les quatre piliers suivants :
- La gestion (ou administration) du contrat: gérer les documents composant le contrat dans tout son cycle de vie;
- La gestion de la relation: piloter la relation avec les autres parties (autorités, clients, partenaires, sous-traitants et fournisseurs);
- La gestion des résultats du contrat, en termes de coûts, de performance, de qualité et de délais;
- La gestion des écarts et réclamations (ou claims).

## Contexte d'émergence de la fonction
Le Contract Management est souvent présenté comme une fonction récente. Si la création de postes de Contract Manager dans les grandes entreprises françaises a fortement augmenté ces dernières années, la prise de conscience de l’importance de la gestion du risque contractuel s’est développée depuis plusieurs décennies déjà, notamment dans les entreprises de construction.
Cette prise de conscience fait écho à plusieurs constats :
La dérive des grands projets
Des premiers programmes de la NASA dans les années 1970, jusqu’aux projets informatiques d'aujourd’hui, en passant par les méga-chantiers d’infrastructure lancés dans les années 80-90, les grands projets ont très souvent connu des dérives de planning et de coûts. Ce contexte de dérapages répétés a constitué un terreau fertile à l’apparition du Contract Management, qui s’est imposé au fil des années comme un levier majeur pour pallier les risques de dérives.
En outre, le développement du recours au PFI (Private Finance Initiative) et PPP (Partenariat Public-Privé) a nécessité une meilleure maitrise des risques contractuels dans toute la chaîne des projets, amenant les différents acteurs à mieux anticiper les risques pris, et à les maîtriser par la mise en place des préceptes de Contract Management.
Le développement du risk management
À partir des années 2000, et sous l’influence des nouvelles réglementations renforçant les obligations en matière de contrôle interne (Loi Sarbanes-Oxley aux États-Unis - 2002, Loi sur la sécurité financière en France - 2003), les entreprises ont développé leurs pratiques en matière de risk management.  Dans ce contexte, le management des risques contractuels est apparu comme une composante majeure dans la maîtrise des risques des entreprises et des projets, contribuant ainsi à l’émergence ou au renforcement de la fonction de Contract Management.
L'évolution de l'environnement économique et juridique
De façon plus générale, le durcissement de l’environnement juridique, l’apparition de nouveaux modèles d’affaire (partenariats, compétition, etc.), et l’intensification des pratiques concurrentielles, ont fortement complexifié les schémas contractuels et les contrats eux-mêmes. Dans ce contexte, les entreprises se sont mises à rechercher davantage de sécurisation des cycles de vie contractuels ainsi qu’une optimisation de leur propre performance.
Professionnalisation de la fonction
À partir des années 2010, la fonction de Contract Management s’est structurée au sein des grandes entreprises, avec l’apparition d’équipes dédiées, de référentiels professionnels et de formations certifiantes. Cette évolution s'accélère à partir de 2015, notamment dans les secteurs de l’énergie, de l’industrie, de la construction et des services numériques.
Selon un rapport de World Commerce & Contracting publié en 2024, malgré une dégradation depuis 2017, les contrats sont désormais perçus non seulement comme des outils juridiques, mais aussi comme des leviers de performance, de collaboration et de création de valeur.Cette perception conforte le rôle stratégique du Contract Management dans le pilotage des projets complexes. Toutefois, les pratiques contractuelles restent encore souvent centrées sur la conformité et la protection, au détriment de la clarté et de la flexibilité.

## Cycle de vie contractuel
Il peut se décomposer ainsi : 
- Phase 1 - Création : s’étend de l’émergence de l’appel d’offres (ou expression du besoin) à la soumission d’une première version des documents contractuels. Elle englobe la préparation des attentes de l’acheteur et la remise de la proposition du vendeur.
- Phase 2 - Négociation : négociation de l’ensemble des documents qui constituent l’accord entre les parties : conditions générales, conditions particulières, accord de confidentialité préalable, annexes opérationnelles, techniques, financières, plan d’assurance-qualité, plan de sécurité, convention de service, etc.
- Phase 3 - Validation : elle englobe la confirmation par les décideurs de chaque organisation que l’état dans lequel le contrat a abouti au terme de la négociation est acceptable et conforme aux intérêts de l’entreprise, la matérialisation de l’accord (des accords) entre les parties concernées par la signature des documents et l’archivage du contrat signé.
- Phase 4.1 - Lancement : elle consiste à la fois à s'assurer que l'ensemble des prérequis au démarrage sont remplis et que les obligations sont bien comprises par les équipes chargées de l'exécution. Elle permet aussi de décliner les exigences qu'un vendeur a envers sont client vers ses propres sous-traitants et fournisseurs. Elle s'étend de la signature du contrat au démarrage effectif des travaux.
- Phase 4.2 -  Exécution : il s'agit en principe de la phase la plus longue du cycle puisqu'elle correspond à la phase de réalisation du projet. Elle s’étend du démarrage des travaux jusqu’à son terme prévu, la résiliation du contrat ou le renouvellement pour une nouvelle durée.
- Phase 5.1 - Clôture : phase durant laquelle le Contract Manager va s'attacher à clore le/les contrat(s) et la/les relation(s) contractuelle(s) associée(s) (inventaire de toutes les tâches de fin de contrats, assurer le suivi de ces tâches, mener les relations contractuelles avec les sous-traitants, fournisseurs et partenaires à leur terme et ce, en adéquation avec le contrat principal, obtenir les réceptions nécessaires, suivre les dernières factures et paiements, gérer les éventuels contentieux, etc.). REX: Souvent sous-estimé, le processus de Retour d’expérience permet de dresser une synthèse des événements positifs et négatifs ayant jalonnés la vie du contrat, afin de capitaliser sur les pratiques performantes, identifier les pièges à éviter dans les futurs contrats et réduire la répétition d’erreurs.
- Phase 5.2 - Renouvellement :  Il s'agit de la seconde issue possible du cycle, la clôture étant l’autre. On parle ici du renouvellement de la relation existante. Nous redémarrons en phase 1 (d’où l’existence d'un cycle de vie contractuel) sachant que les phases de création et de  négociation du « nouveau » contrat  pourraient être simplifiées car il s’agira  uniquement d’ajuster le contrat précédent. Il sera important à ce stade de prendre en compte le REX de la phase 5.1, ce qui permettra de compléter le nouveau contrat (exemple : ajout de nouvelles fonctionnalités), le rendre plus opérant (exemple : prise en compte d'exigences non identifiées dans le précédent contrat), ou plus sécurisé pour le contractant (exemple : ajout d'indicateurs de mesure de la performance).

## Principaux processus de Contract Management
- L'Ordonnancement des Négociations (ou Negotiation of Terms and Conditions)
- L’élaboration de Notes de cadrage vers les Achats (ou Flow-Down, Back-to-Back)
- La Sensibilisation Contractuelle et le Transfert aux équipes de réalisation (ou Contract Awareness)
- La Gestion des Risques et des Problèmes (ou Risk and Issue Management)
- La Gestion des Opportunités (ou Opportunity Management)
- Le traitement de la Correspondance Contractuelle et de la Communication (ou Contractual Correspondence, Communication)
- La Documentation et l'Archivage des Evènements, Preuves et Écarts (ou Archiving, Documentation)
- Le Pilotage et le suivi des Livrables (ou Deliverables Management)
- Le Pilotage et le suivi des Délais Contractuels et des Pénalités (ou Contractual Schedule and Liquidated Damages)
- La Gestion des Écarts et Changements (ou Change Management)
- La Résolution de Conflits (ou Claim Management, Dispute/Conflict Resolution)
- La Stratégie, la Gouvernance et la gestion des Leviers Commerciaux (ou Strategy, Governance and Commercial Levers)
- L'Administration des Données Sensibles, telles que Propriété Intellectuelle, Données Personnelles et Confidentialité et du Contrat (ou Contact Administration)
- La Clôture du cycle contractuel (ou Close-out)

## Contrat dans la perspective projet
Le Contract Management qui est par nature pluridisciplinaire, se nourrit de disciplines connexes : le Droit, la Gestion de projet, la Finance, la Sociologie, l’Économie ou encore les Sciences politiques.
Parmi ces différentes disciplines, l’Analyse économique du droit plus souvent connue dans le monde anglo-saxon sous la dénomination de Law and Economics a particulièrement contribué à comprendre comment des acteurs économiques passent des arrangements contractuels, généralement en présence d'informations asymétriques.
L’un des modèles les plus répandus, est celui de la « Théorie des Coûts de Transaction », qui propose un cadre d’analyse largement partagé par les praticiens. 
La théorie des coûts de transactions postule que les agents cherchent à minimiser le coût total de la transaction, qu’ils possèdent des limites dans leur capacité à traiter l’information (biais, rationalité limitée) et que, dans l’impossibilité d’anticiper les événements imprévus, ils laissent le champ à l’opportunisme des parties. Ce modèle domine dans la quasi-totalité des analyses relatives à la contractualisation des grands projets,.
Une seconde approche[réf. souhaitée] repose sur les travaux du juriste américain Ian R. Macneil[Qui ?] qui considère que ce ne sont pas seulement les règles juridiques qui régissent le contrat de long terme. Il est le promoteur ce qu’il est convenu d’appeler le « contrat relationnel ».

## Profil des Contract Managers

### Profil type
Il n'existe pas de profil type de Contract Manager. Le caractère transversal et pluridisciplinaire du Contract Management autorise et favorise la pluralité des expériences professionnelles en entreprise et des formations académiques initiales : juristes, ingénieurs, qualiticiens, financiers, commerciaux, acheteurs pour ne citer que ceux-là.
S'il n'existe pas de profil type à proprement parler, il n'en demeure pas moins que, les entreprises attendent des profils qu'elles recrutent, qu'ils possèdent certaines compétences et qualités qui seront déterminantes dans l'exercice de la fonction de Contract Manager.

### Compétences et qualités attendues

#### Cœur de Métier
| Extrait Syntec                                    | Extrait Syntec |
| ------------------------------------------------- | --- |
| Assistance à Maîtrise d’Ouvrage en cadrage projet | Analyser la demande du client, le besoin, les risques et opportunités du projet Analyser les caractéristiques fonctionnelles, environnementales et techniques relatives au type d'ouvrage ou produit à réaliser (réglementations, organisations, contraintes d'assemblage, de fabrication, d'exploitation, sécurité) |
| Gestion des risques                               | Cartographier les risques techniques et fonctionnels et estimer leur criticité Piloter les risques projets (qualitatifs, budgétaires, contractuels et de planning) Assurer le niveau de couverture des risques d'une entreprise, d'un projet... (assurances, plans d'actions...)                                     |
| Résolution de problèmes complexes                 | Analyser une situation problématique dans un environnement complexe Élaborer et déployer une méthodologie de résolution Élaborer des préconisations, proposer des solutions et scénarios d'amélioration |
| Gestion budgétaire, financière et économique      | Connaître la fiscalité, les assurances et la comptabilité |
| Gestion réglementaire et contractuelle            | Connaître les réglementations en vigueur dans sa spécialité ou son secteur Assurer la gestion administrative et économique d'un contrat Gérer des litiges commerciaux Rédiger ou vérifier la conformité d'un contrat                                                                                                 |

#### Les compétences transverses
| Extrait Syntec                    | Extrait Syntec |
| --------------------------------- | --- |
| Leadership et esprit d'entreprise | Promouvoir sa vision auprès des décideurs internes et externes, et encourager la prise d’initiative de ses équipes.                                                                                            |
| Adaptabilité et Flexibilité       | Adapter et re-prioriser ses activités et son organisation face aux évolutions et aux contraintes. |
| Analyse et Synthèse               | Identifier les informations / sources nécessaires à la réalisation des activités de l’entreprise et conduire une analyse critique. Présenter l’essentiel sur un sujet donné dans une logique de préconisation. |
| Communication orale et écrite     | Communiquer de façon habile et fine dans des situations complexes (message sensible, public difficile, situation imprévue...).                                                                                 |
| Conviction et Influence           | Identifier et décrypter les positions des différents interlocuteurs stratégiques internes et externes, repérer et toucher les bons relais d’influence auprès des personnes à convaincre.                       |
| Créativité, sens de l'innovation  | Proposer et appliquer des solutions déjà éprouvées à des contextes nouveaux ou différents. |
| Gestion de Projet                 | Gérer un projet indépendant ou un lot au sein d’un programme plus important. |
| Gestion de la performance         | Suivre des indicateurs de performance sur son activité. Détecter et reporter des problèmes dans son périmètre d’activité.                                                                                      |
| Orientation client                | Être force de proposition par rapport au besoin exprimé tout en mobilisant les parties prenantes nécessaires (internes – externes).                                                                            |
| Rigueur et Organisation           | Prioriser et planifier sa propre charge de travail, évaluer et corriger les activités réalisées. |
| Sens Relationnel                  | Adapter son comportement et son attitude en fonction de l’interlocuteur pour maximiser la qualité des échanges.                                                                                                |
| Travail et animation d'équipe     | Collaborer avec les membres de l’équipe de façon ouverte en communiquant ses retours et impressions sur les travaux.                                                                                           |

### Positionnement
Les rattachements communément admis et adoptés pour le Contract Management sont les suivants :
- Rattachement à la Direction Juridique
- Rattachement à la Direction des Programmes
- Rattachement à la Direction des Achats
- Rattachement à la Direction des Risques
- Rattachement à la Direction Financière
- Rattachement direct à Direction Générale

## Associations professionnelles
Cette section ne s'appuie pas, ou pas assez, sur des sources secondaires ou tertiaires indépendantes du sujet. Le texte peut contenir des analyses inexactes ou inédites de sources primaires.
Pour l'améliorer, ajoutez-en, ou placez des modèles {{Source secondaire souhaitée}} ou {{Source secondaire nécessaire}} sur les passages mal sourcés. (juillet 2025)
La reconnaissance du métier de Contract Manager a connu une étape marquante au niveau international, avec la création de l’International Association for Commercial and Contract Manager (IACCM) en 1999 (renommée World Commerce & Contracting à partir de 2020) qui propose de nombreuses activités sur la thématique du Contract Management, de la recherche à la formation, en passant par l’organisation régulière de conférences, ainsi que la délivrance d’une certification permettant la garantie d’une connaissance adéquate des principes élémentaires de l’activité. 
Aux États-Unis, la National Contract Management Association (NCMA), fondée en 1959, réunit plus de 20 000 membres et contribue également à la professionnalisation de la fonction à travers des certifications et la formalisation d’un corpus de connaissance sur le Contract Management (CMBOK : Contract Management Body of Knowledge).
En France, des grands groupes comme Thales, Areva, Engie, DCNS ont participé en 2013 à la création de l’Association Française de Contract Management (AFCM) organisée autour de trois commissions (Formation, Outils & Processus, Carrière & Développement). Elle organise des conférences visant à rassembler la communauté des Contract Managers et leurs organisations respectives afin de partager les meilleures pratiques du métier.
L’Institut du Contract Management (ICM) est une association professionnelle au service de la promotion et du partage des savoir-faire opérationnels en contract management, fondée en 2022 par un groupe d’experts. Elle s’attache à répondre aux besoins en formations spécifiques et en partage de savoir-faire des praticiens et professionnels du contract management dans tout type d’organisation et de domaine (construction, industrie et services).

## Les formations en Contract Management
Cette section ne s'appuie pas, ou pas assez, sur des sources secondaires ou tertiaires indépendantes du sujet. Le texte peut contenir des analyses inexactes ou inédites de sources primaires.
Pour l'améliorer, ajoutez-en, ou placez des modèles {{Source secondaire souhaitée}} ou {{Source secondaire nécessaire}} sur les passages mal sourcés. (juillet 2025)
La professionnalisation de la fonction s’est également concrétisée par la création de formations académiques et de formations professionnelles certifiantes. A ce jour il n'existe en France qu'une seule formation certifiante reconnue par l’État, celle de l’École Européenne de Contract Management (e²cm), autorisée à délivrer le Certificat Professionnel de Contract Management (CPCM).
Ces formations se sont adaptées aux profils des personnes concernées, et l'on retrouve communément trois types de formations :
- À destination des juristes et contract managers ;
- À destination des chefs de projets ;
- À destination des membres de l'équipe projet, et plus largement de toute personne en contact avec le client ou le fournisseur.

Parmi les formations académiques disponibles en France, nous pouvons citer notamment les deux diplômes universitaires proposés par l’université Paris II - Assas :  
- Le DU Contract Management[14] qui vise à former les professionnels à la pratique du contract management à travers l’acquisition d’un socle de connaissances juridiques (en droit des contrats) et financières, et la maîtrise de méthodes et pratiques propres à favoriser la gestion du contrat.
- Le DU International Construction Contracts[15] qui vise à former les professionnels cadres de la construction travaillant sur des projets à l'international à une gestion contractuelle opérationnelle efficace de ces projets.

Concernant les formations professionnelles, il existe divers organismes proposant une formation en Contract Management, parmi lesquels: 
- L’École Européenne de Contract Management (e²cm): formation certifiante ayant obtenu une reconnaissance étatique via la Commission Nationale de la Certification professionnelle[16].
- Francis Lefebvre Formation (FLF)[17]
- L’Édition Formation Entreprise (EFE)[18]
- Projectence, qui propose à travers sa marque Contractence une formation entièrement en ligne[19]

## Modes d'intervention du Contract Manager
- Mode dédié : Le Contract Manager est dédié à un projet présentant une complexité ou un enjeu suffisant qui justifie sa présence quotidienne et à temps plein auprès des équipes opérationnelles pour gérer le cycle de vie contractuel qui en découle. Il fait partie de la gouvernance du projet.  Ce mode d'intervention permettra d'obtenir la meilleure valeur ajoutée de la fonction au sein des projets tant en termes de sécurisation que d'optimisation du cycle de vie contractuel.
- Mode portfolio : Le Contract Manager partage son temps entre plusieurs contrats de tailles et de complexités moyennes. Certaines entreprises choisissent cette option qui a l’avantage d’offrir une flexibilité dans la gestion de la charge et du temps (les problématiques étant adressées par ordre de priorité indépendamment du contrat duquel elles surgissent) et une couverture plus large des projets à risque contractés par l’organisation (il est fréquent que le portefeuille du Contract Manager contienne alors entre cinq et quinze contrats, parfois plus s'il s'agit de contrats ou commandes simples).
- Mode offshore : Pour des raisons de rationalisation des coûts, certaines entreprises font le choix de délocaliser la gestion d'une partie du cycle contractuel, à distance donc de l’endroit où se déroulent l'exécution du projet (ex: en Inde ou en Pologne, là où la main d'œuvre est moins coûteuse qu'en Europe notamment).  Néanmoins, cette gestion contractuelle sera limitée à des tâches très administratives et répétitives (ex : préparation de documents ou mise en forme, saisie de données dans des outils de Contract Management) qui permettront au Contract Manager Onshore de se concentrer sur des activités à plus forte valeur ajoutée qui constituent le cœur de sa mission.

## Développement du Conseil en Contract Management
En réponse à la forte demande du marché en Contract Management et en raison de la rareté des profils formés au Contract Management, les entreprises font appel à des cabinets de conseil spécialisés en Contract Management, capables d'apporter une véritable expertise en Contract Management.  En effet, en quelques années, la sécurisation et l'optimisation des contrats est devenue un véritable enjeu stratégique et un levier de compétitivité pour de nombreuses organisations.
Le recours à ces sociétés de service et cabinets de conseil en Contract Management vise principalement à :
- être accompagné dans des phases de négociation ;
- externaliser l'administration des contrats (tâches en back office) ;
- externaliser le pilotage des cycles contractuels complexes ;
- bénéficier d'un support dans la gestion des dossiers de réclamations (Claim Management) ;
- obtenir un accompagnement dans la résolution des conflits externes ou internes ;
- permettre aux organisations de monter en puissance (référentiels, pratiques, méthodologies) ;
- structurer ou créer des départements de Contract Management (conduite de changement et organisation) ;
- recruter des profils idoines ;

### Ouvrages
- Grégory Leveau, Pratique du Contract Management, Lextenso éd, 2013   (ISBN 9782297031301)
- Jean-Charles Savornin, Contract Management - Outils et méthodes, EMS éd., 2016  (ISBN 9782847699166)
- Alain Brunet et Franck César, Le contract management: Performance contractuelle, renégociations, claims : comment sauvegarder et accroître les marges, Eyrolles, 2013  (ISBN 9782212557961)
- Jean-Jacques Pluchart (dir.), Management des grands projets, MA Éditions, 2016, collection Master  (ISBN 9782822404297)
- Eric Brousseau, L’économie des contrats. Technologies de l’information et coordination interentreprises, PUF, 1993  (ISBN 9782130451884)
- Eric Brousseau et Jean-Michel Glachant, The Economics of Contracts : Theories and Applications, Cambridge University Press, 2002  (ISBN 9780521893138)
- David Campbell (éd.), The relational theory of contract: Selected works of Ian MacNeil, Londres, Sweet & Maxwell Limited, 2001  (ISBN 9780421722408)
- O.E. Williamson, The Economic Institutions of Capitalism, Free Press, 1985, trad. française : Les institutions de l’économie, Inter-éditions, 1994.  (ISBN 978-0684863740)
- Axel-Volkmar Jaeger et Götz-Sebastian Hök, FIDIC, a Guide for Practitionersn Springer-Verlag, 2010  (ISBN 9783642020995)

### Articles Connexes
- Gestion de projet

- Projet (management)

- Management de la qualité

- Project management office

- Contrat

- Marché public

### Articles
- J.R. Turner et S.J. Simister, Project contract management and a theory of organization, International Journal of Project Management 19(8), 2001 : 457–464.
- N. Argyres, K.J. Mayer, Contract design as a firm capability: an integration of learning and transaction cost perspectives, Academy of Management Review 32(4), 2007 : 1060–1077.
- J-F. Guillemin, Le Tunnel sous la Manche : confrontation et fusion permanentes de deux cultures juridiques réputées antagonistes, Revue internationale de droit comparé, vol. 47, no 2, 1995, p. 403-412.
- O.E. Williamson, « Transaction-Cost Economics: The Governance of Contractual Relations », The Journal of Law and Economics, vol. 22, no 2, 1979, p. 233-261.
- D. Yates, « Can Claims and Disputes (in construction contracts) be Prevented or Reduced? », Building Journal Hongkong China, 2003.